# 小六度

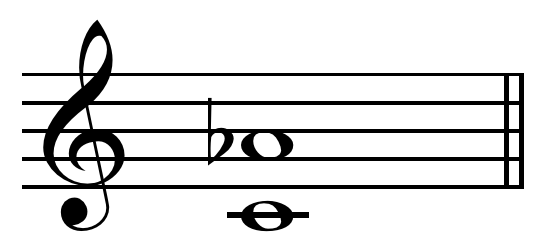
十二平均律的小六度或(8:5)

在西方文化的古典音樂中，一個小六度是一個橫跨八個半音的音程。在五線譜中，小六度橫跨六個五線譜位置。而小六度（播放ⓘ）是兩個常見的六度（大六度和小六度）的其中一個。它之所以被稱為小六度是因為它是兩個中最小的，大六度比小六度多跨越一個半度。例如，從E到C的音程是一個小六度，因為C在E的八個半音之上，而且從E到C有六個五線譜位置。減六度和增六度也是跨越六個五線譜位置，但半音的數量不同(減六度為七個半音，增六度為十個)。
小六度是泛音列中第五個到第八個中的音程，而且是第十二個到第十九個泛音的音程。
有人認為小六度常用於音樂中來表達悲傷，而且硏究顯示這在演講中也能反映出來：在傷心的演講中，演講者會製造一個相似小六度的音程。
小調之所以被稱為小調是因為在小調中，主調音（第一個音）和中音（第六個音）的音程是小六度。小和弦（英語：Minor chord）的第二轉位也是因有小六度而命名。
在純律中的小六度是8:5（播放ⓘ），或813.69音分。在十二平均律中，小六度是八個半音：22/3:1(大約為1.587)，或800音分。十二平均律中的小六度比純律中的小六度窄13.69音分。在中庸全音律中比較闊，而在十九平均律中，它與純律中的8:5接近。19:12的小三度是795.56音分。十二平均律的小六度（300音分）最接近12:19的小六度。播放ⓘ（12:19為795.56音分，僅差十二平均律4.44音分。）
還有其他的小六度，如含七小六度是14:9，而含十三小六度是52:33。
小六度被認為是不完全和諧（英文：imperfect consonance），而且是繼純一度，八度，純五度，純四度、大三度、大六度、小三度之後最和諧的音程。

## 畢達哥拉斯式小六度(Pythagorean minor third)
在音樂理論中，四音（英文：tetratone）或畢達哥拉斯式小六度是128:81的音程。這音程是792.18 音分。這個128:81的音程就是C大調中D與降B中的音程。播放ⓘ
三個八度減去四個純五度是小六度。